# Пятилетка (Ростовская область)
Пятиле́тка — хутор в Дубовском районе Ростовской области. 
Входит в состав Присальского сельского поселения. 

## Население
Динамика численности населения
| 1989 | 2002 |
| ---- | ---- |
| ≈120 | 108  |

| 1989 | 2002 | 2010 |
| ---- | ---- | ---- |
| 253  | ↘113 | ↘81  |

## Улицы
На хуторе имеется одна улица: Пятилетка.